# Stéphane Barin
Stéphane Barin (* 8. Januar 1971 in Saint-Martin-d’Hères) ist ein ehemaliger französischer Eishockeyspieler und heutiger -trainer, der in seiner aktiven Zeit von 1988 bis 2009 unter anderem für die Krefeld Pinguine in der Deutschen Eishockey Liga gespielt hat. Sein Bruder Lionel Barin war ebenfalls ein professioneller Eishockeyspieler.

## Karriere
Stéphane Barin begann seine Karriere bei Grenoble Métropole Hockey 38, für die er von 1990 bis 1991 in der Ligue Magnus spielte. Nachdem er bereits gegen Ende der Saison 1988/89 sieben Spiele für das Team absolviert hatte, erhielt der Stürmer nach seiner ersten kompletten Erstliga-Saison 1990 die Trophée Jean-Pierre Graff als bester Rookie. Im folgenden Jahr gewann Barin mit seiner Mannschaft die Meisterschaft, doch verließ er die Mannschaft am Saisonende und stand die folgenden vier Jahre für deren Ligarivalen, die Chamois de Chamonix, auf dem Eis. Nach einer Spielzeit bei den Gothiques d’Amiens, stand Barin in der Saison 1996/97 erstmals im Ausland unter Vertrag, wo er für den EC VSV aus der Österreichischen Eishockey Liga auflief.
Nach der Saison bei den Österreichern kehrte Barin in seine französische Heimat zurück, wo er erneut für seinen Ex-Club aus Grenoble aktiv war, mit dem er am Saisonende zum zweiten Mal die französische Meisterschaft gewann. Im Anschluss an diesen Erfolg verpflichteten ihn die Krefeld Pinguine aus der Deutschen Eishockey Liga, für die er von 1998 bis 2003 insgesamt fünf Jahre lang spielte. In seiner letzten Saison in Krefeld konnte der Franzose mit seiner Mannschaft den Gewinn des Meistertitels feiern.
Im Anschluss an den Titelgewinn mit Krefeld kehrte der mittlerweile 32 Jahre alte Barin im Sommer 2003 nach Frankreich zurück, wo er bis 2005 als Spielertrainer für den Mont-Blanc HC in der Division 1, der zweiten französischen Spielklasse, tätig war und mit dem er in seiner zweiten und letzten Spielzeit den Aufstieg in die Ligue Magnus als Zweitligameister erreichte. Nach diesem Erfolg unterschrieb Barin ebenfalls als Spielertrainer einen Vertrag beim Erstligisten Ours de Villard-de-Lans, für den er bis 2007 in dieser Funktion arbeitete. Daraufhin beendete er zunächst seine aktive Karriere, da es jedoch im Verlauf der Saison 2008/09 bei seinem Team zu einer Serie von Ausfällen unter den Verteidigern kam, gab Barin gezwungenermaßen ein Comeback als Spieler. Von 2009 bis 2011 stand der vierfache Olympiateilnehmer ausschließlich bei den Ours de Villard-de-Lans hinter der Bande.

### International
Für Frankreich nahm Barin im Juniorenbereich an den U20-Junioren-B-Weltmeisterschaften 1990 und 1991 teil. Im Seniorenbereich stand er im Aufgebot seines Landes bei den B-Weltmeisterschaften 1991, 2002, 2006 und 2007 sowie bei den A-Weltmeisterschaften 1992, 1993, 1994, 1995, 1996, 1997, 1998, 1999 und 2000. Zudem lief er für Frankreich bei den Olympischen Winterspielen 1992 in Albertville, 1994 in Lillehammer, 1998 in Nagano und 2002 in Salt Lake City auf.
Auf Grund eines Mangels an Verteidigern wurde Barin im Februar 2009 auch wieder in die französische Nationalmannschaft einberufen, mit der er in Oslo ein Qualifikationsturnier für den olympischen Eishockeybewerb in Vancouver bestritt. Im letzten Spiel bei diesem Turnier (8:2-Niederlage der Franzosen gegen Kasachstan) wurde er als bester Spieler seiner Mannschaft ausgezeichnet. Barin bestritt insgesamt 245 Länderspiele.

## Erfolge und Auszeichnungen
| - 1990 Trophée Jean-Pierre Graff - 1991 Französischer Meister mit Brûleurs de Loups de Grenoble - 1998 Französischer Meister mit Grenoble Métropole Hockey 38 - 2003 Deutscher Meister mit den Krefeld Pinguinen | - 2005 Aufstieg in die Ligue Magnus mit dem Mont-Blanc HC - 2006 Ligue Magnus All-Star Team - 2007 Ligue Magnus All-Star Team - 2016 Trophée Camil Gélinas |

### International
- 2007 Aufstieg in die Top-Division bei der Weltmeisterschaft der Division I